# 기타구 (하마마쓰시)
기타구(일본어: 北区)는 2023년 12월 1일까지 존재했던 시즈오카현 하마마쓰시의 행정구의 하나이다. 하마마쓰시 북부의 이나사 지구를 중심으로 한 지역으로 동부에는 미야코다 테크노폴리스 등의 공장이나 연구소 등이 있고 북부에는 풍부한 삼림이 퍼져있다. 2024년 1월 1일에 행정구의 통합·재편이 시행되어 미카타하라 지구는 주오구로, 그 이외의 지구는 하마나구로 이행되어 소멸하였다.
하마마쓰 시 미카타하라·미야코다·심미야코다 지구와 구 이나사 군 전역이 속한다. 합병 이전부터 이나사 지구(주로 구 호소에 정, 구 이나사 정)는 하마마쓰의 주택 지역적인 역할을 해왔다. 그 때문에 새로운 발전이 기대되고 있다. 또 심미야코다에 있는 미야코다 테크노폴리스는 첨단 기술의 발신지로서 공업도시 하마마쓰의 중추를 이루는 지역으로서 발전하고 있다.

## 지리
면적은 덴류구에 이어 2번째로 큰 구이다. 남부는 나카구, 니시구, 히가시구와 접하고 주택이나 공장 등이 많은 지역이지만 아이치현 신시로시와 접하는 북부는 풍부한 삼림 지대를 이루어 자연이 많이 남아있는 구이다.

## 역사
- 1922년 5월 1일 - 이나사 군 밋카비 정이 성립하였다.
- 1953년 4월 1일 - 이나사 군 이나사 정이 성립하였다.
- 1954년 - 하마나 군 미카타하라 촌을 하마마쓰 시에 편입하였다.
- 1955년 4월 1일 - 이나사 군 호소에 정을 설치하였다.
- 1955년 - 이나사 군 미야코다 촌을 하마마쓰 시에 편입하였다.
- 2005년 7월 1일 - 이나사 군 이나사 정, 호소에 정, 밋카비 정을 하마마쓰 시에 편입하였다.
- 2007년 4월 1일 - 하마마쓰 시의 정령 지정 도시 이행과 함께 기타 구가 성립하였다.

## 교통

### 철도
- 덴류하마나코 철도 덴류하마나코 선

### 도로
- 도메이 고속도로
- 국도 257호선
- 국도 301호선
- 국도 362호선